# Lista de episódios de Dandadan

Pôster promocional da primeira temporada da série.

Dandadan é uma série de anime que se baseia no mangá homônimo de Yukinobu Tatsu [ja]. O anúncio original da série ocorreu em novembro de 2023, e a produção ficou a cargo da Science Saru, sob a direção de Fuga Yamashiro [ja]. Os roteiros foram elaborados por Hiroshi Seko, enquanto Naoyuki Onda [ja] cuidou do design dos personagens. As entidades alienígenas e sobrenaturais foram desenhadas por Yoshimichi Kameda [ja], e a trilha sonora é de responsabilidade de Kensuke Ushio. A série foi exibida entre 4 de outubro e 20 de dezembro de 2024, no bloco de programação Super Animeism Turbo em todas as afiliadas da JNN, como MBS e TBS. A música tema de abertura "Otonoke" (オトノケ) é apresentada pelo grupo Creepy Nuts, enquanto a de encerramento "Taidada" é cantada por Zutomayo. Os três primeiros episódios também foram coletados e lançados nos cinemas como Dan Da Dan: First Encounter, com exibições começando na Ásia em 31 de agosto.
A Crunchyroll está transmitindo a série fora da Ásia, incluindo o Oriente Médio e a CEI, enquanto a Netflix faz sua transmissão em nível global. A Muse Communication detém os direitos da série na região da Ásia-Pacífico. Em junho de 2024, a GKIDS anunciou que havia adquirido os direitos para exibições nos cinemas, em videogramas e em plataformas digitais transacionais.
A série conta com duas dublagens diferentes em português brasileiro. A primeira dublagem ocorreu no dia 4 de outubro de 2024, sendo realizada pela MGE Studios e lançada pela Netflix. Já a segunda, aconteceu três semanas depois, em 24 de outubro, sendo feita pelo estúdio Som de Vera Cruz, sob a direção de Erick Bougleux, e lançada pela Crunchyroll.
Em agosto de 2024, antes da estreia da dublagem em português, os dois primeiros episódios do anime foram vazados, assim como várias outras produções de anime; os episódios de 3 a 6 também vazaram posteriormente antes do lançamento oficial do anime.
Após a exibição do último episódio da primeira temporada, foi confirmada uma segunda temporada, programada para estrear em julho de 2025. Abel Góngora compartilhará a direção dessa nova temporada com Fuga Yamashiro. As transmissões serão feitas pela Crunchyroll e Netflix.

## Resumo de série
| Temporada | Temporada | Episódios | Episódios | Originalmente exibido | Originalmente exibido  |
| Temporada | Temporada | Episódios | Episódios | Estreia da temporada  | Final da temporada     |
| --------- | --------- | --------- | --------- | --------------------- | ---------------------- |
|           | 1         | 12        | 12        | 4 de outubro de 2024  | 20 de dezembro de 2024 |
|           | 2         | ASA       | ASA       | julho de 2025         | ASA                    |

## Episódios

### 1ª temporada (2024)
| N.º na série | N.º na temp. | Título | Dirigido por        | Storyboard por     | Exibição original      |
| --- | ------------ | --- | ------------------- | ------------------ | ---------------------- |
| 1 | 1            | "É Assim Que um Amor Começa!" / "É Assim Que O Amor Começa, Tá Ligado?" Transliteração: "Sorette Koi no Hajimari jan yo" (em japonês: それって恋のはじまりじゃんよ)                      | Fuga Yamashiro [ja] | Fuga Yamashiro     | 4 de outubro de 2024   |
| Depois de um término complicado com seu namorado, Momo Ayase defende rapidamente um estudante solitário de alguns valentões. Logo após, eles discutem entre si sobre uma revista de ocultismo, onde o aluno defende a existência de alienígenas, enquanto Momo acredita em seres sobrenaturais. Momo e o estudante, então, se desafiam a provar a verdade de suas crenças: Momo decide visitar um hospital abandonado na tentativa de contatar um OVNI, enquanto o aluno se dirige a um túnel isolado buscando um espírito. De maneira surpreendente, ambos recebem confirmação de suas crenças: o aluno é possuído por um espírito conhecido como Vovó Turbo, que pede por sua "banana", enquanto Momo é sequestrada por alienígenas chamados Serpianos, que afirmam querer acasalar com ela como parte de um experimento. O aluno e Vovó Turbo conseguem entrar no OVNI por meio do celular descartado de Momo, enquanto ela se lembra das palavras de sua avó e adquire poderes psicocinéticos. Juntos, eles se unem para enfrentar os Serpianos e fazer o OVNI retornar à Terra. O aluno então se apresenta como Ken Takakura, que é o nome do ator que Momo admira. |              | |                     |                    |                        |
| 2 | 2            | "Isso Aí É um Alienígena, Né?!" / "Isso Aí É um Alienígena, Não É?!" Transliteração: "Sorette Uchūjin ja ne" (em japonês: それって宇宙人じゃね)                                          | Rushio Moriyama     | Fūga Yamashiro     | 11 de outubro de 2024  |
| Momo e Ken, que passa a ser chamado então de "Okarun" por Momo, vão para a casa da avó dela para se recuperarem, enquanto Momo tenta controlar a maldição de Okarun. Entretanto, eles são atacados por um monstro que lembra um lutador de sumô e os mantêm preso dentro do portão da propriedade. No começo, eles acreditam que se trata de um espírito maligno, mas logo percebem que é, na verdade, o monstro de Flatwoods. Para enfrentar o alienígena, Okarun convence Momo a liberar seus poderes ao controlar a maldição, transformando-se em uma forma yōkai que o equilibra junto com Vovó Turbo. Contudo, eles não conseguem causar dano suficiente ao alienígena, que acaba ferindo Okarun. Momo atrai o alienígena até o portão da propriedade e, ao permitir que ele a golpeie, é empurrada para fora dos limites. Ela então segura Okarun e coloca um talismã, que repele espíritos, no portão, queimando o alienígena enquanto são libertados de seu domínio. Aliviada por terem conquistado a vitória, Momo desmaia de fadiga. Sem seus poderes para controlar a maldição, Vovó Turbo consegue dominar Okarun completamente. |              | |                     |                    |                        |
| 3 | 3            | "Uma Disputa de Velha contra Velha" / "Tem Duas Vovós Saindo na Mão!" Transliteração: "Babā to Babā ga Gekitotsu jan ka" (em japonês: ババアとババアが激突じゃんか)                      | Daiki Yonemori      | Daiki Yonemori     | 18 de outubro de 2024  |
| Quando Seiko, avó de Momo e médium espiritual, chega em casa, ela incapacita Okarun que está possuído. Ao recuperar a consciência, Momo, preocupada, pergunta a Seiko o que ocorreu com Okarun. Seiko a leva ao santuário da propriedade, onde Okarun se encontra seguro. Momo então conta à avó sobre a situação de Okarun e também revela que adquiriu a habilidade de usar poderes psicocinéticos. Seiko explica as circunstâncias envolvendo Vovó Turbo, acrescentando que ela se uniu a um espírito de caranguejo mais poderoso, que está ligado a um local encontrado no túnel. Apesar do aviso de Seiko para não enfrentar o espírito, Momo está decidida a ajudar Okarun, levando Seiko a informar a Momo e Okarun que o poder de Vovó Turbo é reduzido nos arredores da cidade e aconselhando eles a treinarem no dia seguinte. Vovó Turbo aparece mais tarde e avisa a Momo que eles devem enfrentá-la no túnel, ameaçando usar a maldição de Okarun para causar mais mortes se não obedecerem. Sem alternativas, Seiko dá vestimentas de proteção a Momo e Okarun, e os dois vão ao túnel para enfrentar Vovó Turbo. |              | |                     |                    |                        |
| 4 | 4            | "Hora de Arrebentar Com a Velha Turbo" / "Vamos Descer a Lenha na Vovó Turbo" Transliteração: "Tābo Babā o Buttobasō" (em japonês: ターボババアをぶっ飛ばそう)                           | Moko-chan           | Moko-chan          | 25 de outubro de 2024  |
| Ao chegarem ao túnel, Momo e Okarun planejam atrair Vovó Turbo para os arredores da cidade a fim de derrotá-la, mas logo são cercados por Vovó Turbo, que retira a maldição de Okarun. Lembrando do conselho de Seiko sobre Vovó Turbo, Momo provoca-a para uma brincadeira de pega-pega, distraindo-a o suficiente para que Momo e Okarun consigam capturá-la e recuperar a maldição de Okarun. Momo explora a fama de Vovó Turbo como a Vovó dos Cem Quilômetros, atraindo-a para um trem que se move mais veloz do que ela; o trem percorre os arredores da cidade, e Momo e Okarun, com a ajuda de Seiko, conseguem derrotar Vovó Turbo e, presumivelmente, libertar Okarun da maldição. Eles retornam ao túnel para prestar suas homenagens após descobrirem que Vovó Turbo partiu originalmente para consolar os espíritos de meninas que sofreram abusos e tiveram mortes trágicas. Momo, então, comenta com Okarun que está animada para vê-lo no dia seguinte, o que deixa Okarun alegre. |              | |                     |                    |                        |
| 5 | 5            | "Cadê Tuas Bolas, Cara?" / Cadê as Suas Bolas, Mano?" Transliteração: "Tama wa Doko jan yo" (em japonês: タマはどこじゃんよ)                                                             | Hiromi Nishiyama    | Hiromi Nishiyama   | 1 de novembro de 2024  |
| Enquanto Momo e Okarun começam a se aproximar na escola, eles se desentendem quando os amigos de Momo os veem como um casal. Okarun vai ao banheiro para se aliviar, onde faz uma descoberta inesperada. Em seguida, ele corre até a sala de aula de Momo e pede para conversar com ela, mas é mandado embora. No final das aulas, Okarun se esbarra em uma aluna e pede desculpas, enquanto ela demonstra simpatia. Mais tarde, Momo escuta a aluna zombando de Okarun. Irritada, Momo decide usar seus poderes para machucar a aluna. Okarun então conta a Momo que, apesar de ter recuperado sua "banana", ele agora perdeu suas bolas, o que faz com que os dois busquem Seiko. Seiko realiza um ritual em Okarun e Momo consegue puxar um espírito dele, que está ligado a uma boneca maneki-neko próxima. Essa boneca é identificada como a consciência da Vovó Turbo, que explica ter possuído Okarun anteriormente à sua derrota. Embora Vovó Turbo não o possua mais, Okarun ainda pode se transformar em sua forma yōkai; Seiko esclarece que apenas seus poderes espirituais permanecem nele. Quando confrontada, a impotente Vovó Turbo admite não saber onde estão as bolas de Okarun. |              | |                     |                    |                        |
| 6 | 6            | "Surge uma Mulher Perigosa" / "Chegou uma Mulher Que É Treta" Transliteração: "Yabē Onna ga Kita" (em japonês: ヤベー女がきた)                                                           | Nozomi Fukui        | Nozomi Fukui       | 8 de novembro de 2024  |
| Vovó Turbo esclarece que as bolas de Okarun, atualmente conhecidas como kintama douradas, estão infundidas com sua aura, o que atrai espíritos para elas. Na escola, a aluna que falou com Okarun, Aira Shiratori, afirma ser capaz de ver os poderes de Momo enquanto Aira puxa uma kintama, que ela pegou após a luta de Momo e Okarun com Vovó Turbo; Vovó Turbo observa a situação e avisa as duas, percebendo que Aira despertou para seus poderes espirituais. Aira confronta Momo e Okarun, pedindo um momento a sós com Momo; em seguida, ela tenta exorcizá-la. Okarun e Vovó Turbo correm em auxílio de Momo, mas Okarun diz que Aira está sendo atacada por um espírito com um vestido rosa que se apresenta como a mãe de Aira. Juntos, Okarun e Momo enfrentam essa figura, mas Okarun acaba sendo engolida por ela; Vovó Turbo descobre que esse espírito se chama Sedosa Acrobata. Quando Aira a chama de monstro, Sedosa Acrobata também a devora antes de fazer o mesmo com Momo. De forma inesperada, Sedosa Acrobata pega fogo quando Momo usa um isqueiro cruzado de Aira para acender seu cabelo, obrigando-a a libertar os três. |              | |                     |                    |                        |
| 7 | 7            | "Rumo a um Mundo Gentil" / "Rumo a um Mundo Mais Gentil" Transliteração: "Yasashii Sekai e" (em japonês: 優しい世界へ)                                                                   | Kōtarō Matsunaga    | Shūto Enomoto      | 15 de novembro de 2024 |
| Momo e Okarun conseguem distrair Sedosa Acrobata o suficiente para derrotá-la e recuperar o kintama de Okarun que estava com Aira. No entanto, elas percebem que Aira morreu por não conseguir lidar com um espírito como uma simples humana. Diante disso, Sedosa Acrobata se oferece para ressuscitar Aira transferindo sua aura para ela. Momo une suas auras e vê o passado de Sedosa Acrobata, revelando que ela foi uma mãe solteira que se envolveu em trabalhos incomuns, incluindo a prostituição, para cuidar da filha e quitar uma dívida. Eventualmente, agiotas invadiram sua casa, agredindo-a e sequestrando sua filha; esse trágico episódio levou a mãe ao suicídio. Seu espírito vagou por um tempo até que Aira, uma jovem que lidava com a perda de sua própria mãe, percebeu sua presença e a confundiu com a dela. Diante disso, o espírito prometeu proteger Aira, assumindo a forma de Sedosa Acrobata. Aira é trazida de volta à vida e Momo chora ao descobrir essa verdade enquanto Sedosa Acrobata se entristece, lamentando não ter conseguido curar seu trauma. Após vislumbrar seu passado, Aira abraça Sedosa Acrobata para confortá-la, rezando para que ela encontre paz e prometendo não esquecê-la. |              | |                     |                    |                        |
| 8 | 8            | "Ela Tá Meio Bolada" / "Tô Com uma Sensação Meio Esquisita" Transliteração: "Nanka Moyamoya Suru jan yo" (em japonês: なんかモヤモヤするじゃんよ)                                        | Hiroshi Nishikiori  | Hiroshi Nishikiori | 22 de novembro de 2024 |
| Embora tenha sido resgatada por Momo e Okarun, Aira permanece firme na convicção de que Momo é um demônio e planeja libertar Okarun do domínio dela, o que deixa Momo bastante triste; Vovó Turbo também reposiciona o kintama de Okarun em seu corpo. Momo se sente incomodada ao ver Okarun se afastar dela na escola e logo observa ele junto de Aira. Poucos minutos antes, Okarun se separou de Momo para praticar exercícios quando Aira o encontrou. Aira confessou seus sentimentos de maneira desajeitada a Okarun, e eles se desentenderam até que Aira o fez tropeçar, deixando os dois no local onde Momo os encontrou. Okarun tenta esclarecer a confusão, porém Momo, ciumenta, recusa a escutar. À medida que as aulas avançam, Okarun nota a escola inundando e seus colegas sumindo, o que o leva a se deparar com Aira. Ele pensa que eles estão aprisionados em um domínio parecido com o que enfrentou com o monstro de Flatwoods. Em outro lugar, Momo se esconde de um alienígena que se parece com um plesiossauro, enquanto Okarun e Aira enfrentam um alienígena parecido com uma lacraia-do-mar. Os Serpianos voltam, capturam Okarun e deixam Aira incapacitada. Enquanto se preparam para realizar experimentos em Okarun, Aira ativa as habilidades da Sedosa Acrobata e impede que os Serpianos ferirem ele. |              | |                     |                    |                        |
| 9 | 9            | "Fusão! Serpiano Demônio de Dover Nessie!" / "Fusão! Serpo Dover Demon Nessie!" Transliteração: "Gattai! Serupo Dōbā Dēmon Nesshī!" (em japonês: 合体！セルポドーバーデーモンネッシー！) | Kenji Maeba         | Kenji Maeba        | 29 de novembro de 2024 |
| Aira enfrenta a Lacraia-do-Mar e os Serpianos, enquanto um Okarun nu se junta a ela na batalha. Com a chegada atrasada de Momo para ajudá-los, eles vencem a Lacraia-do-Mar sob o controle dos Serpianos. Todos os guerreiros se apavoram com o domínio se transformando em água e a chegada do plesiossauro, que Okarun identifica como "Nessie", à medida que ele mata os Serpianos aos poucos. A Lacraia-do-Mar também se fortalece no ambiente aquático e nocauteia Aira, deixando Momo e Okarun em pânico; Okarun suplica que Momo compreenda e se abra para ele caso se sinta magoada durante o caos, e juntos resgatam Aira e conseguem escapar dos invasores alienígenas. Momo e uma Aira recuperada retiram suas roupas íntimas para evitar serem sobrecarregadas pela água, enquanto o Serpiano restante, irritado com a ineficiência de seus aliados, se une à força a Nessie e Lacraia-do-Mar. Momo, Okarun e Aira começam a batalha contra o alienígena fundido, porém, ao encontrarem suas fraquezas, unem forças para vencer o alienígena e voltar à sua escola original. Apesar de estarem aliviados, a escola toda interpreta mal os três se precipitando e se envolvendo em sexo, para sua vergonha e desconforto. |              | |                     |                    |                        |
| 10 | 10           | "Você Já Viu uma Abdução de Gado?" / "Você Já Viu uma Mutilação de Gado?" Transliteração: "Kyatoru Myūtirēshon o Kimi wa Mita ka" (em japonês: キャトルミューティレーションを君は見たか) | Kayona Yamada       | Jong Heo           | 6 de dezembro de 2024  |
| Momo e Aira se desesperam após o incidente, enquanto as meninas e Okarun discutem sobre as intenções dos alienígenas. Então, Okarun explica a Momo sobre os acontecimentos do dia anterior. Por outro lado, quando os colegas de classe de Aira tramam para assediar Momo devido a boatos que ela divulgou sobre ela, Aira assume total responsabilidade por suas atitudes e pede que eles parem de atacar Momo. Aira mais tarde se encontra com Momo enquanto enfrentam a Lacraia-do-Mar ferida, que elas levam para a casa de Seiko. Após o jantar, a Lacraia-do-Mar esclarece que seu filho Chiquitita está em risco de vida devido à perda contínua de sangue. Ao ouvir isso, Seiko dá a ele um copo de leite, que a Lacraia-do-Mar reconhece ser o mesmo que o seu sangue. Feliz, a Lacraia-do-Mar recebe permissão de Seiko para capturar uma vaca e agradece, comprometendo-se an ajudar o grupo caso seja necessário. Minutos mais tarde, um convidado chega na residência, que Momo identifica como Jin "Jiji" Enjoji. Quando Okarun pergunta sobre quem ele é, Seiko revela que Jiji é o amigo de infância e o primeiro amor de Momo, o que o deixa chocado. |              | |                     |                    |                        |
| 11 | 11           | "O Primeiro Amor" Transliteração: "Hatsukoi no Hito" (em japonês: 初恋の人) | Tooru Hasuya        | Shinsaku Sasaki    | 13 de dezembro de 2024 |
| Seiko informa que Jiji ficará com eles devido à internação de seus pais. Mais tarde, Jiji revela a Momo que seus pais foram vítimas de acontecimentos sobrenaturais, o que o leva a buscar Seiko, seguindo a orientação de diversos médiuns espirituais. No momento em que Jiji se muda para a escola de Momo e Okarun, Okarun fica ansioso e ciumento ao ver Jiji brincando com Momo, levando-o a concluir que Momo irá deixar ele se começar a namorar Jiji. Ao se despedir de Momo e Jiji em uma ocasião, Okarun se depara com um modelo anatômico consciente chamado Taro, levando-o a chamar Momo. Então, Momo nota um objeto luminoso sob a virilha de Taro, que ela acredita ser o último kintama de Okarun. Momo, Okarun e um Jiji confuso seguem Taro por toda a cidade e chegam a um ferro-velho, onde ele se encontra com outro modelo anatômico chamado como Hana. Após ouvir a declaração de amor de Taro por Hana, Okarun se sente motivado a continuar na luta por Momo. |              | |                     |                    |                        |
| 12 | 12           | "Simbora Pra Casa Amaldiçoada!" / "Partiu Casa Amaldiçoada" Transliteração: "Noroi no Ie e Rettsu Gō" (em japonês: 呪いの家へレッツゴー)                                                 | Tetsuya Wakano      | Hiromi Nishiyama   | 20 de dezembro de 2024 |
| Depois de perceber que o kintama visto por Momo não passava de um enfeite de Natal, o grupo leva Hana até a casa de Seiko, onde aguardam a chegada de Taro. Enquanto isso, Jiji começa a ter alucinações do espírito que causou a doença de seus pais. Momo, Jiji e Okarun vão para casa assombrada de Jiji, enquanto Okarun mantém seu ciúme com a relação entre Momo e Jiji. Ao lembrar da declaração de Taro, Okarun procura chamar a atenção de Momo com seus interesses, apesar de conseguir atrair o interesse de Jiji, para sua surpresa. Eles chegam à casa de Jiji, sem perceberem que estão sendo vigiados. Momo percebe algo estranho e suspeita da existência do espírito, o que a faz pedir a Okarun e Jiji que fiquem e relaxem enquanto ela volta à cidade para visitar um onsen sozinha. Okarun se vê obrigado a se envolver com Jiji, e ambos discutem os seus gostos por Momo. No onsen, Momo é surpreendentemente cercada por um grupo de homens enquanto Okarun e Jiji percebem um novo quarto em sua residência. Depois de derrubar a parede falsa, os jovens percebem que o quarto está repleto de talismãs. |              | |                     |                    |                        |

## Home video

### Japonês
| Vol.        | Vol.        | Episódios                | Personagem(ns) da capa  | Data de lançamento    | Ref.        |
| Temporada 1 | Temporada 1 | Temporada 1              | Temporada 1             | Temporada 1           | Temporada 1 |
| ----------- | ----------- | ------------------------ | ----------------------- | --------------------- | ----------- |
|             | 1           | 1–3                      | Momo Ayase              | 29 de janeiro de 2025 | [ 26 ]      |
| 2           | 4–6         | Ken "Okarun" Takakura    | 26 de fevereiro de 2025 | [ 27 ]                |             |
| 3           | 7–9         | Seiko Ayase e Vovó Turbo | 26 de março de 2025     | [ 28 ]                |             |
| 4           | 10–12       | Aira Shiratori           | 23 de abril de 2025     | [ 29 ]                |             |